# BMF-Schreiben
BMF-Schreiben sind Erlasse, die vom Bundesministerium der Finanzen (BMF) im Einvernehmen mit den Ländern anlassbezogen herausgegeben werden und die an die weisungsgebundenen, nachgelagerten Finanzbehörden (nicht Zollbehörden) gerichtet sind. Mit diesen Schreiben wird die Steuerverwaltung angewiesen, wie sie bestimmte steuerliche Sachverhalte zu behandeln hat. Das soll zu einer deutschlandweit einheitlichen Rechtsanwendung führen, Zweifelsfragen ausräumen und somit insgesamt zur Gleichmäßigkeit der Besteuerung beitragen.
BMF-Schreiben tragen zur Planungssicherheit und Rechtsklarheit bei, da der Steuerbürger sich darauf berufen kann, dass ein Sachverhalt von der Finanzverwaltung in der im BMF-Schreiben beschriebenen Weise entschieden wird.
Ebenso wie bei Steuerrichtlinien ist durch ein BMF-Schreiben nur die Finanzverwaltung in der Rechtsanwendung gebunden (Selbstbindung der Verwaltung). Der Bürger kann sich auf die Anwendung berufen, aber auch eine andere Rechtsauffassung vertreten. Insbesondere sind auch die Gerichte nicht daran gebunden.
Rechtlich stellen die BMF-Schreiben damit allgemeine Weisungen im Sinne der Art. 108 Abs. 3 S. 2, Art. 85 Abs. 3 Grundgesetz (GG) dar. Ebenso wie allgemeine Verwaltungsvorschriften nach Art. 108 Abs. 7 GG dienen sie der Vollzugsgleichheit im Bereich der von den Ländern im Auftrag des Bundes verwalteten Steuern. Im Gegensatz zu den (allgemeinen) Verwaltungsvorschriften unterliegen die (spezialregelnden) BMF-Erlasse aber nicht der Zustimmung des Bundesrates.
BMF-Schreiben werden im Bundessteuerblatt, Teil I, veröffentlicht und sind auf der Homepage des BMF für eine Übergangszeit abrufbar. BMF-Schreiben werden mit Aktenplanzeichen (z. B. IV C 8 - S 2303 / 07 / 0009) veröffentlicht und sind damit in juristischen Datenbanken auffindbar.
Verwaltungsanweisungen werden auch von den Finanzministerien der Länder und von Oberfinanzdirektionen herausgegeben, wobei Oberfinanzdirektionen keine Erlasse, sondern Verfügungen an den nachgeordneten Bereich richten.